# クローナハ
クローナハ (ドイツ語: Kronach, ドイツ語発音: [kroːnax])は、ドイツ、バイエルン州、オーバーフランケン行政管区、クローナハ郡の郡庁所在地であり、中級中心都市である。この都市はフランケンヴァルトの周縁部に位置している。クローナハは、ルーカス・クラナッハの生誕地である。クローナハ市内には、ハースラハ川、クローナハ川およびローダッハ川が流れている。クローナハは、ほぼ完全に保存されている市壁を持ち、ドイツで最大の、全ヨーロッパでも最大規模の、中世要塞（ローゼンベルク要塞）を有している。砂岩と木組みの住宅、門、塔、地下貯蔵庫などが完全に保存された旧市街の町並みは、オーバーフランケンで最も見事なものである。クローナハは、また、古城街道やビールと古城街道に属する街でもある。

## 住民と信仰

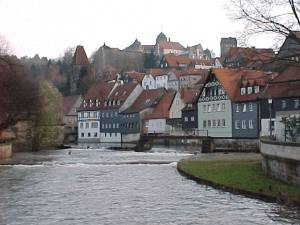
ハースラハ川に面したクローナハの町並み。高台にローゼンベルク要塞が見える

クローナハの約18,300人の人口の内、97%がドイツの市民であり、外国人の比率は、旧西ドイツ領内ではかなり低い方である。
この街の歴史的な経緯から、62%がカトリック教徒で（特にクローナハの中心地区、南部、北部、西部に多い）、31%が福音派の信徒である（特にフィシュバッハのような東部地区に多い）。1942年までは、ユダヤ人地区があり、1883年に建設されたシナゴーグを中心としたゲットーを形成していた。この他に、『自由キリスト教』や『ジーザス・フリーク』といった教義を信じる人も少数いる。
クローナハでは、（オーバー）フランケン方言が話されている。

## 歴史
この街は、1003年に「Urbs Crana」として初めて文献に現れる。
皇帝ハインリヒ5世は、1122年にクローナハをバンベルク司教区に寄進した。その後何世紀もの間、19世紀初めに至るまで、バンベルクの領主司教は世俗の権利を行使し続けた。1520年頃から始まる宗教改革と1648年のヴェストファーレン条約との間の時期、クローナハは、ザクセンのプロテスタント勢力に対する、カトリック（バンベルク司教区）の北の防塁と見なされた。こうした境界上に位置したため、ローゼンベルク要塞は、最大にして、当時の最新鋭の城郭施設として整備されたのであった。三十年戦争では、1632年から1634年の間に何度も、クローナハは大軍勢に包囲された。守備に適した街の構造と、主婦を先頭とした勇敢な住民達の働きにより、こうした攻撃を何度もしのいだ。今日、毎年開催されているスウェーデン行進では、女性が先頭を歩き、この出来事を誇らしく記憶している。また、1759年のプロイセンによる包囲も失敗に終わった。
1803年の帝国代表者会議主要決議によりクローナハはバンベルク司教区からバイエルン王国領に移った。1806年にナポレオン・ボナパルトは、クローナハに陣を張り、対プロイセン戦争に向かった。

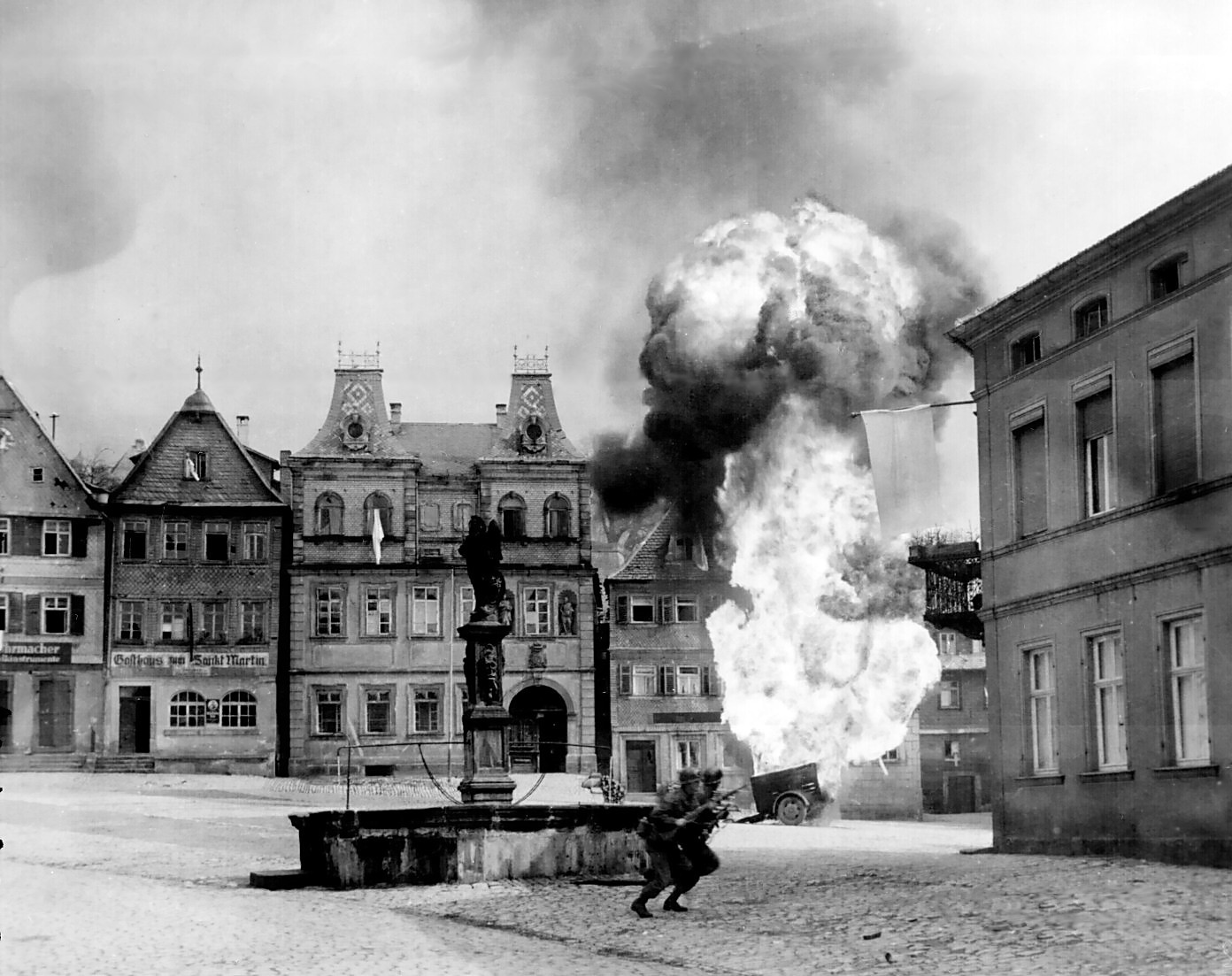
1945年4月14日、クローナハのマルクト広場を走るアメリカ兵たち

第二次世界大戦中、メッサーシュミット Me163戦闘機の部品工場を建設する計画があったが、結局完成には至らなかった。クローナハはたびたび連合国軍による空襲を受けたものの、比較的軽微な被害で切り抜けた。そして1945年4月、準備砲撃を加えたうえで進駐してきたアメリカ軍によって占領された。戦後はソビエト連邦の管理地域、後の東ドイツの隣接地域となり、故郷を逐われた数多くの人々の拠り所となった。

## 地理

### 市の構成
本市は、公式には67の地区 (Ort) からなる。このうち孤立農場などを除く集落を以下に列記する。
| - ブルーマウ - デンニヒ - ドーバースグルント - デルフレス - フィッシュバッハ - フリーゼン - ゲヒュルツ - ギースユーベル - グロスベルク | - グンデルスドルフ - ヒンターシュテッケン - ヘフレス - ホルラーヒェン - ユーデングラーベン - ケステル - クネレンドルフ - クローナハ - ノイゼス | - プラーナースグート - ルッペン - ゼーラバッハ - ゼーラハ - シュタイブラ - フォクテンドルフ - ヴェッツェルスドルフ - ヴュストブーフ - ツィーゲラーデン |

## 経済

### 交通
- 道路：連邦道 B85, B173, B303, B89
- 鉄道：ミュンヘン - ベルリン線がクローナハを通っている。
- 飛行機：クローナハ・グライダー飛行場、コーブルク地方飛行場、ホーフ空港、バイロイト空港、ニュルンベルク空港

クローナハは、マンハイムからプラハへ西−東に通る古城街道と、バート・フランケンハウスからパッサウへ北−南に通るビールと古城街道の両方に属している。

### 地元企業
- Loewe AG, 本社（AV機器）
- Lear Corporation（自動車用電子部品の開発・製造）
- Weber Maschinenfabrik（押し出し成形機、木材研磨機械）
- Dr. Schneider Kunststofftechnik（プラスチック産業）
- Valeo（自動車ライトとワイパー、カー用品）
- BlueMediaStar
- Aquaplus Brunnensanierung GmbH & Co. KG（井戸掘り用土木機械）
- Hofmann GmbH - Die Holzfachhändler（木材加工）
- Zahner Messsysteme（計測機械）
- Anton Hauguth Verlag（出版）
- Carl Link Verlag（出版）

## 友好都市
- Hennebont（フランス、モルビアン県）
- キシュクンハラシ（ハンガリー、バーチ・キシュクン県）
- ロト・ウント・リートブルク（ドイツ、ラインラント＝プファルツ州）
- ベッテンドルフ（USA、アイオワ州）

## 協力関係
- 1955年、ポダーザム市（ボヘミア地方）から逃れたズデーテン地方のドイツ人の協力・保護を引き受けた。

## 文化と見所

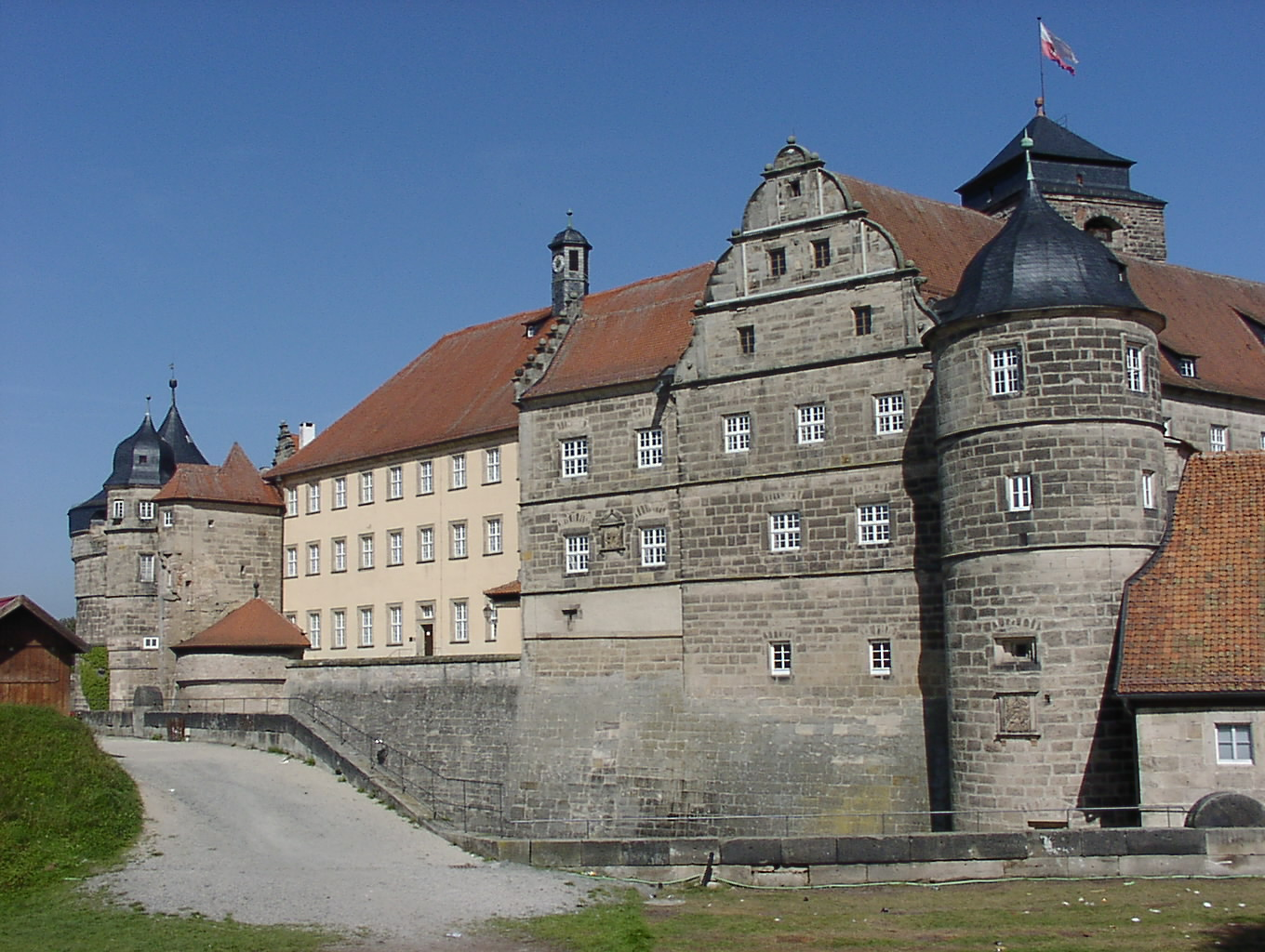
ローゼンベルク要塞

### 博物館
- フランケン・ギャラリー（バイエルン州立博物館の分館）
- ローゼンベルク要塞の石工博物館
- 郡庁舎内のギャラリー
- クローナハ芸術協会のギャラリー
- 郡文書館のギャラリー
- ポダーザム郷土博物館
- ノイゼスの地域博物館

### 建造物
- ローゼンベルク要塞
- ホイニシェンブルク城趾
- オーバーシュタット（旧市街）の町並み
- ラートハウス（市議会場）
- 聖ヨハネス・デア・トイフェル市教区教会
- 施療教会と市民病院
- 労務修道院と修道院教会
- バイエルン地方庭園展示会2002の施設

### 年中行事
- 市の歴史祭、6月の最終週末
- スウェーデン行進、聖体の祝日後の日曜日
- クローナハのスウェーデン戦、2007年6月の最終週末
- ファウスト演劇祭（ローゼンベルク要塞の野外劇場）
- クローナハ射撃祭、8月15日から1週間
- クローナハ夏期アカデミー（モザイク、陶芸、彫刻、絵画）

## 出身者
- ルーカス・クラナッハ（1472年 - 1553年）画家
- マクシミリアン・フォン・ヴェルシュ（1671年 - 1745年）建築家
- ヨハン・カスパール・ツォイス（1806年 - 1856年）文献学者、ケルト文献学の創始者
- ヨーゼフ・シュタングル（1907年 - 1979年）ヴュルブルク司教

## クローナハの名を持つもの

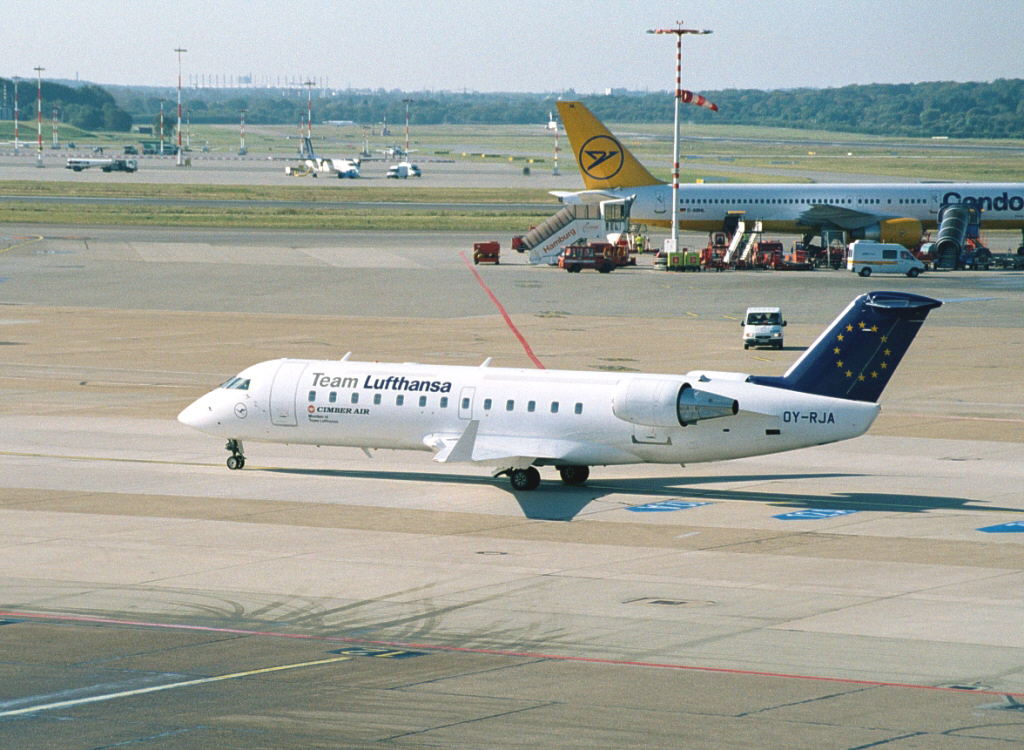
クローナハ号と同型機のCRJ 200

### 動力分散式列車「クローナハ郡」号
ドイツ鉄道の動力分散式列車バウライヘ612には、「ラントクライス・クローナハ」（クローナハ郡）の名を持つものがある。

### 飛行機「クローナハ」号
ルフトハンザ・シティーラインに用いられている、登録番号D-ACHHのCRJ 200は、「クローナハ」号の名を持つ。

## 引用
1. ↑  https://www.statistikdaten.bayern.de/genesis/online?operation=result&code=12411-003r&leerzeilen=false&language=de Genesis-Online-Datenbank des Bayerischen Landesamtes für Statistik Tabelle 12411-003r Fortschreibung des Bevölkerungsstandes: Gemeinden, Stichtag (Einwohnerzahlen auf Grundlage des Zensus 2011)
2. ↑  Max Mangold, ed (2005). Duden, Aussprachewörterbuch (6 ed.). Dudenverl. p. 488. ISBN 978-3-411-04066-7
3. ↑  Bayerische Landesbibliothek Online